# Bray Productions
Bray Productions o Bray studios è stato uno  tra gli studi di produzione di cortometraggi animati più importanti nel periodo antecedente alla prima guerra mondiale.

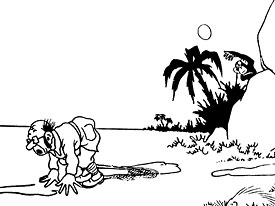
Heeza Liar, la prima serie dello studio Bray

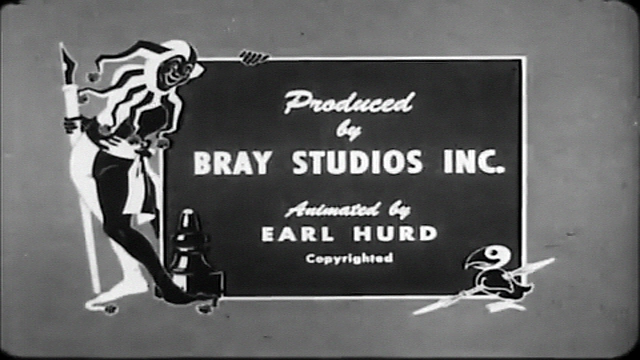
Marchio dei Bray Studios che appariva nella serie Bobby Bumps (Bobby Bumps' Fourth -1917)

## Storia
Lo studio è stato fondato nel 1913 (alcuni indicano il 1914) da John Randolph Bray, e forse è stato il primo studio di produzione interamente dedicato all'animazione, anche se probabilmente è stato battuto per pochi mesi dallo studio di Raoul Barré.
La prima serie di Bray fu Colonel Heeza Liar.
Tra i suoi più grandi animatori si annoverano anche i fratelli Fleischer che entrarono a far parte dello studio nel 1916.
I Bray studios produssero anche Krazy Kat dopo aver acquistato le licenze nel 1919 dalla Film Service International.
Bray per la distribuzione dei suoi film iniziò con Pathé per poi passare alla Paramount nel 1916, e poi alla Goldwyn Pictures (la futura Metro Goldwyn Mayer) nel 1919, il passaggio da Paramount a Goldwyn comprendeva anche una re-incorporazione dello studio, che prenderà la denominazione di Bray Pictures Corporation.
Durante la prima guerra mondiale, Bray assegnò idue dei suoi animatori: Leventhal e Max Fleischer a due unità per creare cartoni animati educativi per l'esercito degli Stati Uniti, cosa che procurò a Bray e ai suoi studios molta pubblicità che lo farà avvantaggiare dopo la guerra infatti gli studios di Bray furono sommersi da ordini nel dopoguerra da parte del governo e le grandi imprese per fare film educativi e in questo periodo, Bray spostò l'attenzione della sua azienda dal divertimento all'istruzione.

## Il primo cartone animato a colori
La Bray Pictures produsse il cortometraggio The debut of Thomas Cat, considerato il primo cartone animato a colori, fatto in Brewster Color un processo con emulsione a 2 colori, ma questo procedimento fu giudicato troppo costoso per uso commerciale. (anche se alcuni sostengono che il primo corto animato è stato realizzato dalla società Natural Kinematograph il corto Gollywog Land (1912, UK), un film in stop motion colorato con tecnica Kinemacolor, che conteneva anche live action.

## Il declino
Nel 1919 le spese superano le entrate, e nel gennaio del 1920, Samuel Goldwyn che aveva acquistato una partecipazione di controllo in Bray Pictures ordinò una riorganizzazione massiccia, che portò nel giro di poco tempo all'esodo di talenti, tra cui Max Fleischer, che si portò dietro anche la sua creatura, la serie Out of the Inkwell fino ad allora prodotta da Bray che intanto si era concentrato a battere Hal Roach nel genere del film commedia, con la serie disastrosa "The McDougall Alley Kids".
Lo sperpero di soldi, la fuga dei grandi animatori e le cattive politiche di gestione portarono gli studi a una lenta agonia durante gli anni dell'avvento del cinema sonoro, rimase in piedi solo il ramo educativo-commerciale della società, la Brayco o Bray & Co, che continuò a realizzare pellicole per lo più dal 1920 fino alla sua chiusura nel 1963.
Bisogna ricordare che tra i  talenti che lavorarono per Bray c'erano animatori che poi fecero la storia del cinema d'animazione come Pat Sullivan, Max Fleischer e Dave Fleischer, Walter Lantz solo per citarne i più famosi.

## Filmografia
Serie prodotte dalla casa di produzione di JR Bray
- Colonel Heeza Liar (1913–1917, 1922–1924): diretto da J. R. Bray 1913–1917; Vernon Stallings 1922–1924
- The Police Dog (1914–1916, 1918): diretto da  C. T. Anderson
- The Trick Kids (1916): diretto da (non conosciuto)
- Plastiques (1916): diretto da Ashley Miller
- Bobby Bumps (1915–1925): diretto da  Earl Hurd
- Farmer Al Falfa (1916–1917):diretto da  Paul Terry
- Silhouette Fantasies (1916): diretto da  C. Allen Gilbert
- Miss Nanny Goat (1916–1917): diretto da Clarence Rigby
- Out of the Inkwell (1916, 1918–1919): diretto da Max Fleischer and Dave Fleischer
- Quacky Doodles (1917): diretto da  F.M. Follett
- Picto Puzzles (1917): diretto da Sam Lloyd
- Otto Luck (1917): diretto da  Wallace A. Carlson
- Goodrich Dirt (1917–1919): diretto da  Wallace A. Carlson
- Hardrock Dome (1919): diretto da Pat Sullivan
- Us Fellers (1919–1920): diretto da  Wallace A. Carlson
- Jerry on the Job (1919–1920): diretto da Gregory La Cava, Vernon Stallings, (serie importata dalla International Film Service)
- Lampoons (1920): diretto da  Burt Gillett
- Ginger Snaps (1920): diretto da Milt Gross
- Shenanigan Kids (1920): diretto da Gregory La Cava, Burt Gillett, Grim Natwick (importato dalla International Film Service)
- Krazy Kat (1920–1921): diretto da Vernon Stallings (importato dalla International Film Service)
- Bud and Susie (1920–1921): diretto da Frank Moser
- Happy Hooligan (1920–1921): diretto da  Gregory La Cava, Bill Nolan (importato dalla International Film Service)
- Judge Rummy (1920–21): diretto da Gregory La Cava (importato dalla International Film Service)
- Technical Romances (1922–1923): diretto da J.A. Norling, Ashley Miller, F. Lyle Goldman
- Ink Ravings (1922–1923): diretto da  Milt Gross
- Dinky Doodle (1924–1926): diretto da Walter Lantz
- Un-Natural History (1925–1927): diretto da Walter Lantz and Clyde Geronimi
- Hot Dog Cartoons (1926–1927): diretto da Walter Lantz and Clyde Geronimi
- A McDougall Alley Comedy (1926–1928): diretto da Joe Rock, Stan DeLay e Robert Wilcox

## Staff
- Produttore: J. R. Bray
- Registi: J. R. Bray, Earl Hurd (1915–1922), Max Fleischer (1916–1921), J. D. Leventhal (1916–1921), Vernon "George" Stallings (1919–1924), Jamison "Jam" Handy (1919–), Carl Anderson (1914–1918), L.M. Glackens (1915–1919), Leighton Budd (1916–1919), Leslie Elton (1916–1919), Wallace A. Carlson (1917–1920), Milt Gross (1919–1920, 1922–1923), Frank Moser (1916, 1920–1921), Ashley Miller (1916, 1922–1923), Gregory La Cava (1919–1921), F. Lyle Goldman (1920, 1922–1923), W. C. Morris (1915–1916), Paul Terry (1915–1916), Clarence Rigby (1916–1917), E. Dean Parmelee (1918–1919), Dave Fleischer (1920–1921), Jean Gic (1920–1921), Burt Gillett (1920–1921), Grim Natwick (1920–1921), Bill Nolan (1920–21), J. A. Norling (1922–1923), Walter Lantz (1924–1925), Vincent Colby (1915), Flohri (1915), C. Allen Gilbert (1916), H. C. Greening (1916), A. D. Reed (1916), Hugh M. Shields (1916), John C. Terry (1916), Charles Wilhelm (1916), F. M. Follett (1917), Sam Lloyd (1917), Santry (1918), Raoul Barré (1919), Pat Sullivan (1919), Roland Crandall (1920)
- Animatori: tutti i registi e Raoul Barré (1915), Johnny B. Gruelle (1917), Jack King (1920–1921), Isadore Klein (1920–1921), Leon A. Searl (1920–1921), Bert Green (1920–1921), Edward Grinham (1920–1921), Ben Sharpsteen (1920–1921), Will Powers (1920–1921), Walter Lantz  (1920–1921), David Hand (1925–1927), Ving Fuller (1925–26), Frank Paiker (c. 1924)
- Inker/Cel Painter (inchiostratori-pittori): James (Shamus) Culhane (1924–27)
- Sceneggiatori: H. E. Hancock (1920–1921), Louis De Lorme (1920–1921), Clyde Geronimi (anche animatore) (1924–26), Webb Smith.

## Distributori
- Pathé(1913-1916)
- Paramount (1916-1921)
- Thomas A. Edison, Inc. (1917)
- Goldwyn Pictures (1919-1921)
- WW Hodkinson (1922-1923)
- Standard Cinema (1924-1925)
- Film Booking Office (1924-1926)